# CF Universidad de Chile
Der Club de Fútbol Universidad de Chile (CF Universidad de Chile) ist ein chilenischer Fußballverein aus der Hauptstadt Santiago de Chile. Der Klub gilt als einer der bekanntesten und mit achtzehn Meistertiteln und fünf Pokalerfolgen auch als einer der erfolgreichsten Fußballclubs in Chile. 2011 gewann La U als erstes chilenisches Team die Copa Sudamericana.

## Geschichte
Der Verein wurde am 24. Mai 1927 unter dem Namen Club Deportivo Universitario als Zusammenschluss von Club Náutico und Federación Universitaria gegründet. Die Gründer waren Studenten der Universidad de Chile. 1980 erfolgte die organisatorische Trennung von der Universität und der Klub ist seither komplett unabhängig. Das Profiteam spielt im Estadio Nacional de Chile.
Ein besonderes Ereignis für jeden Fußballfan in Chile ist der Superclásico, bei dem die beiden beliebtesten Fußballklubs des Landes, der CF Universidad de Chile und CSD Colo-Colo, aufeinandertreffen. Dabei geht es nicht nur auf dem Rasen, sondern vor allem auf den Rängen hoch her. Die Anhänger der beiden Lager liefern sich dabei nicht nur friedliche Auseinandersetzungen in Form von Gesängen, sondern auch Schlägereien und Auseinandersetzungen mit der Polizei. Die Rivalität der beiden Vereine entflammte durch das Meisterschaftsfinale 1959, als beide Teams nach dem letzten Spieltag punktgleich an der Tabellenspitze waren. Dadurch kam es zu einem Entscheidungsspiel, das La U mit 2:1 für sich entscheiden konnte und somit Meister wurde. Mit dieser Meisterschaft entstand auch der Spitzname Ballet Azul (dt: das blaue Ballet), der das goldene Zeitalter des Vereins mit sechs Meistertiteln bis 1969 prägte.

## Erfolge
- Chilenischer Meister (18): 1940, 1959, 1962, 1964, 1965, 1967, 1969, 1994, 1995, 1999, 2000, 2004-A, 2009-A, 2011-A, 2011-C, 2012-A, 2013/14-A, 2016/17-C
- Chilenischer Pokalsieger (6): 1979, 1998, 2000, 2012/2013, 2015, 2024
- Copa Sudamericana (1): 2011
- Chilenischer Supercupsieger (1): 2015

## Profimannschaft

### Spieler
Stand: Januar 2025
| Nr. |             | Position | Name                 |
| --- | ----------- | -------- | -------------------- |
| 1   | Chile       | TW       | Cristopher Toselli   |
| 2   | Argentinien | AB       | Franco Calderón      |
| 3   | Chile       | AB       | Ignacio Tapia        |
| 4   | Chile       | AB       | José Ignacio Castro  |
| 5   | Chile       | AB       | Nicolás Ramírez      |
| 6   | Chile       | AB       | Nicolás Fernández    |
| 7   | Chile       | ST       | Maximiliano Guerrero |
| 8   | Chile       | MF       | Israel Poblete       |
| 9   | Argentinien | ST       | Leandro Fernández    |
| 10  | Chile       | MF       | Lucas Assadi         |
| 11  | Chile       | ST       | Nicolás Guerra       |
| 12  | Chile       | TW       | Pedro Garrido        |
| 13  | Chile       | AB       | David Retamal        |
| 14  | Chile       | ST       | Julián Alfaro        |
| 16  | Chile       | MF       | Matías Sepúlveda     |

| Nr. |             | Position | Name                                                       |
| --- | ----------- | -------- | ---------------------------------------------------------- |
| 17  | Chile       | AB       | Fabián Hormazábal                                          |
| 18  | Argentinien | ST       | Lucas Di Yorio (Leihe von Athletico Paranaense)            |
| 19  | Chile       | MF       | Javier Altamirano (Leihe von Estudiantes)                  |
| 20  | Chile       | MF       | Charles Aránguiz                                           |
| 21  | Chile       | MF       | Marcelo Díaz ()                                            |
| 22  | Chile       | AB       | Matías Zaldivia                                            |
| 23  | Chile       | ST       | Ignacio Vásquez                                            |
| 24  | Chile       | AB       | Antonio Díaz                                               |
| 25  | Chile       | TW       | Gabriel Castellón                                          |
| 26  | Uruguay     | AB       | Fabricio Formiliano                                        |
| 27  | Argentinien | ST       | Rodrigo Contreras (Leihe von Club de Deportes Antofagasta) |
| 30  | Uruguay     | MF       | Gonzalo Montes                                             |
| --  | Venezuela   | AB       | Bianneider Tamayo                                          |
| --  | Chile       | ST       | Renato Huerta                                              |

### Trainerhistorie
- Stand: 23. Januar 2023[5]

| Amtszeit  | Nat.                   | Trainer                |
| --------- | ---------------------- | ---------------------- |
| 1938–1941 | Chile                  | Luis Tirado            |
| 1941–1945 | Argentinien Italien    | Alejandro Scopelli     |
| 1946–1949 | Chile                  | Luis Tirado            |
| 1950      | Argentinien            | Salvador Nocetti       |
| 1950–1952 | Argentinien Italien    | Alejandro Scopelli     |
| 1952      | Chile                  | Miguel Busquets        |
| 1953–1954 | Ungarn                 | Jorge Ormos            |
| 1954      | Chile                  | Luis Álamos            |
| 1955      | Chile                  | Luis Tirado            |
| 1956–1966 | Chile                  | Luis Álamos            |
| 1966      | Chile                  | Washington Urrutia     |
| 1967–1968 | Argentinien Italien    | Alejandro Scopelli     |
| 1969–1974 | Chile                  | Ulises Ramos           |
| 1974      | Chile                  | Braulio Musso          |
| 1975      | Chile                  | Hugo Tassara           |
| 1975–1977 | Chile                  | Luis Ibarra            |
| 1978      | Chile                  | Nelson Oyarzún         |
| 1978      | Chile                  | Ulises Ramos           |
| 1978–1980 | Chile                  | Fernando Riera         |
| 1981      | Chile                  | Manuel Rodríguez Vega  |
| 1981      | Chile                  | Ulises Ramos           |
| 1981–1982 | Chile                  | Fernando Riera         |
| 1983      | Chile                  | Luis Santibáñez        |
| 1983–1984 | Chile                  | Ulises Ramos           |
| 1984      | Chile                  | Hernán Carrasco        |
| 1985      | Chile                  | Luis Ibarra            |
| 1985–1986 | Chile                  | Leonel Sánchez         |
| 1987      | Chile                  | Fernando Riera         |
| 1987      | Chile                  | Leonel Sánchez         |
| 1988      | Chile                  | Alberto Quintano       |
| 1988–1989 | Chile                  | Manuel Pellegrini      |
| 1989      | Chile                  | Luis Ibarra            |
| 1990      | Chile                  | Manuel Rodríguez Vega  |
| 1990–1991 | Chile                  | Pedro Morales          |
| 1991      | Chile                  | Alberto Quintano       |
| 1992–1994 | Chile                  | Arturo Salah           |
| 1994–1995 | Chile                  | Jorge Socías           |
| 1996      | Argentinien Italien    | Miguel Ángel Russo     |
| 1997–1999 | Chile                  | Roberto Hernández      |
| 1999–2001 | Chile                  | César Vaccia           |
| 2002–2003 | Chile                  | Víctor Hugo Castañeda  |
| 2004–2005 | Chile                  | Héctor Pinto           |
| 2006      | Chile                  | Gustavo Huerta         |
| 2007      | Argentinien            | Salvador Capitano      |
| 2007      | Chile                  | Jorge Socías           |
| 2007–2008 | Chile                  | Arturo Salah           |
| 2009      | Uruguay Armenien       | Sergio Markarián       |
| 2009      | Argentinien            | José Basualdo          |
| 2010      | Uruguay                | Gerardo Pelusso        |
| 2011–2012 | Argentinien            | Jorge Sampaoli         |
| 2013      | Argentinien Mexiko     | Darío Franco           |
| 2013–2014 | Chile                  | Marco Antonio Figueroa |
| 2014      | Chile                  | Cristián Romero        |
| 2014–2015 | Uruguay                | Martín Lasarte         |
| 2016      | Argentinien Italien    | Sebastián Beccacece    |
| 2016      | Chile                  | Víctor Hugo Castañeda  |
| 2017–2018 | Argentinien Spanien    | Ángel Guillermo Hoyos  |
| 2018      | Chile                  | Esteban Valencia       |
| 2018–2019 | Argentinien Tschechien | Frank Kudelka          |
| 2019      | Uruguay                | Alfredo Arias          |
| 2019–2020 | Argentinien Chile      | Hernán Caputto         |
| 2020      | Chile                  | Marcelo Jara           |
| 2020–2021 | Venezuela              | Rafael Dudamel         |
| 2021      | Chile                  | Esteban Valencia       |
| 2021      | Chile                  | Cristián Romero        |
| 2022      | Kolumbien              | Santiago Escobar       |
| 2022      | Chile Spanien          | Sebastián Miranda      |
| 2022      | Uruguay Spanien        | Diego López            |
| 2022      | Chile Spanien          | Sebastián Miranda      |
| 2023      | Argentinien            | Mauricio Pellegrino    |
| 2024–     | Argentinien            | Gustavo Álvarez        |

### Ehemalige Spieler
- Luis Álamos (19??–1941) Jugend, (1941–1955) Spieler,
- Miguel Busquets (1940–1952)
- Braulio Musso (1951–1968)
- Manuel Astorga (1956–1967), Spieler
- Leonel Sánchez (19??–1952) Jugend, (1953–1969) Spieler,
- Luis Eyzaguirre (1958–1967)
- Humberto Donoso (1959–1967)
- Hugo Villanueva (1959–1967)
- Alberto Quintano (1964–1971, 1977–1980)
- Manuel Pellegrini (19??–1972) Jugend,(1973–1986) Spieler,
- Marcelo Salas (1991–1993) Jugend, (1993–1996, 2005–2008) Spieler,
- Leonardo Rodríguez (1995–1996, 1998–2001)
- Mauricio Pinilla (19??–2001) Jugend, (2002–2003, 2007, 2017–2018) Spieler,
- Manuel Iturra (19??–2002) Jugend, (2003–2010) Spieler,
- Marcelo Díaz (1997–2004) Jugend, (2005–2012) Spieler,
- Charles Aránguiz (2000–2001) Jugend, (2011–2013) Spieler,
- Eduardo Vargas (2010–2012)

## Bildergalerie

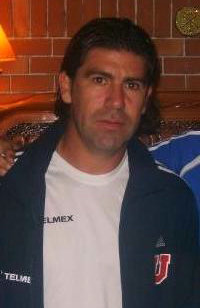
Marcelo Salas
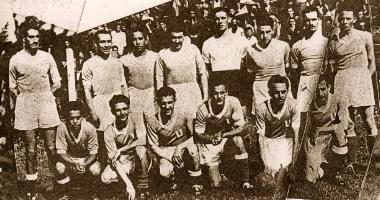
Mannschaft von 1938
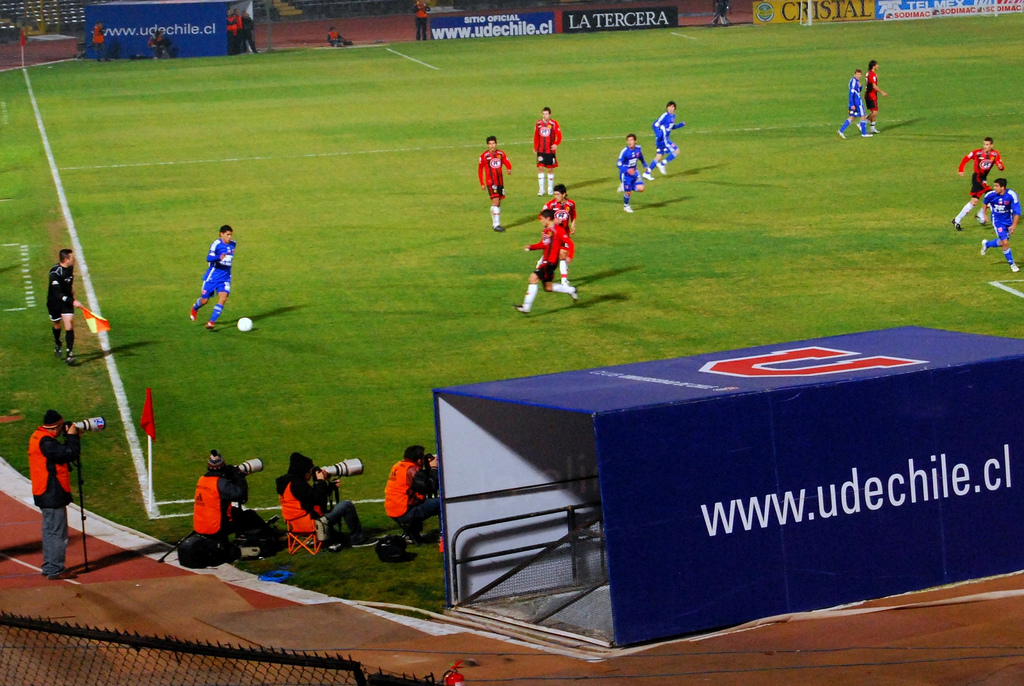
Ligaspiel gegen Rangers Talca von 2009
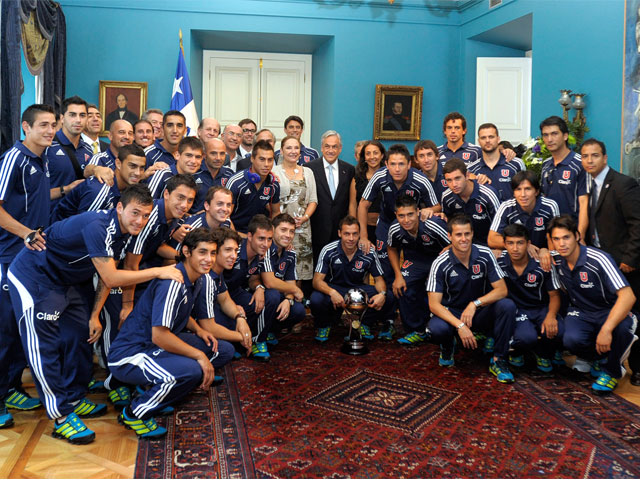
Copa Sudamericana Meister 2011